# Dhácká oblast
Dhácká oblast je jedna z osmi oblastí Bangladéše. Jejím hlavním městem je hlavní město Bangladéše Dháka. Vznikla v roce 1829 a v roce 2022 ve oblasti žilo přibližně 44 milionů obyvatel. Sousedí se všemi dalšími bangladéšskými oblastmi kromě Rangpurské oblasti. Na severu tak sousedí s Mymensinghskou oblastí, na jihu s Barišálskou oblastí, na východě a jihovýchodě s Čattagrámskou oblastí, na severovýchodě se Silétskou oblastí, na západě s Rádžašáhskou oblastí a na jihozápadě s Khulanskou oblastí.  